# Mark Cejtlin
Mark Danilovič Cejtlin, in russo Марк Данилович Цейтлин? (Frunze, 23 settembre 1943 – Beer Sheva, 25 gennaio 2022), è stato uno scacchista russo naturalizzato israeliano.
È noto con il nome Mark Tseitlin nei paesi occidentali.
Ha ottenuto il titolo di Maestro Internazionale nel 1978 e di Grande Maestro nel 1997.
Nato a Frunze in Kirghizistan e cresciuto a Leningrado, emigrò in Israele nel 1990.

## Principali risultati
Partecipò a tre finali del campionato sovietico: Kharkov 1967, Riga 1970 e Leningrado 1971, terminando sempre nella bassa classifica.
Nel 1983 partecipò con la squadra di Leningrado al 16º campionato sovietico a squadre a Mosca, vincendo la medaglia di bronzo di squadra.
Negli anni settanta vinse quattro volte il campionato di Leningrado (1970, 1975, 1976 e 1978).
Nel 1978 vinse il Rubinstein Memorial a Polanica-Zdroj, davanti a Ulf Andersson e Iosif Dorfman.
Negli anni '60 e '70 è stato allenatore di Anatoly Karpov e Rafael Vaganian, e in seguito di Il'ja Smiryn e Boris Avrukh.
Negli anni 2000 ha vinto quattro volte il campionato europeo seniores (2004, 2005, 2008 e 2013).
Nell'ottobre 2004 vinse con la squadra di Israele il primo campionato del mondo a squadre seniores, svoltosi nell'Isola di Man.
Ha ottenuto il suo massimo rating FIDE in luglio 1995, con 2545 punti Elo.